# Олимпик (тип судов)
Оли́мпик — серия трёх трансатлантических лайнеров — «Олимпика», «Титаника» и «Британника». Проектирование и строительство этих судов велись на верфи «Харленд энд Вулф» в Белфасте по заказу британской судоходной компании «Уайт Стар Лайн». Конструкторское бюро верфи, до 1912 года возглавляемое Томасом Эндрюсом, приступило к работе над проектом в 1907 году. В феврале 1914 года на воду был спущен последний пароход данного класса — «Британник».
При строительстве, Олимпик и Титаник получили, соответственно, номера 400 и 401. Британник, так как строился позже «братьев», получил номер 433.
«Олимпик», «Титаник» и «Британник» на момент ввода в эксплуатацию являлись самыми большими судами в мире. «Олимпик» совершал рейсы между Саутгемптоном (Великобритания) и Нью-Йорком (США) до 1935 года, когда был отправлен на слом. 15 апреля 1912 года во время своего первого рейса в результате столкновения с айсбергом «Титаник» потерпел крушение. «Британник» в связи с началом Первой мировой войны сразу после завершения достроечных работ был переоборудован в плавучий госпиталь. В 1915—1916 годах пароход вывозил в Англию из зоны ведения боевых действий в восточном Средиземноморье раненых. 21 ноября 1916 года в Эгейском море лайнер подорвался на мине и затонул.
Лайнеры класса «Олимпик» остаются одними из известнейших кораблей. Катастрофам «Титаника» и «Британника» посвящено множество книг и фильмов. Детали внутреннего убранства «Олимпика» были проданы с аукциона, и в настоящее время многие декоративные элементы можно увидеть в отделке помещений отеля «Белый лебедь» в британском Алнике.

## Предпосылки к созданию
Во второй половине XIX века с повышением уровня комфорта и ростом скорости морских судов увеличивался спрос на трансатлантические рейсы. На рынок морских перевозок вышло множество судоходных компаний. Они привлекали клиентов скоростью пароходов и уровнем сервиса на борту. В начале XX века самая интенсивная конкуренция сложилась между компаниями «Кунард Лайн», «Уайт Стар Лайн» и «Норддойче Ллойд». В 1897 году на воду был спущен лайнер «Кайзер Вильгельм дер Гроссе» компании «Норддойче Ллойд». В ноябре этого же года судно побило рекорд скорости пересечения Атлантического океана и получило престижный приз — Голубую Ленту Атлантики.
В 1907 году завершилась постройка двух однотипных пароходов — «Лузитании» и «Мавритании», принадлежащих основному конкуренту «Уайт Стар Лайн» — компании «Кунард Лайн». Новые лайнеры стали самыми большими и быстроходными. Атлантический океан оба судна пересекали со средней скоростью более 25 узлов (46,3 км/ч). По уровню комфорта и сервиса во всех трёх классах «Лузитания» и «Мавритания» также опережали другие трансатлантические суда. Эти лайнеры способствовали увеличению клиентуры «Кунард Лайн», что пагубно сказалось на прибыли остальных судоходных компаний, в том числе «Уайт Стар Лайн». Пассажирский трансатлантический флот «Уайт Стар Лайн» в 1907 году насчитывал более 15 пароходов. Водоизмещение четырёх самых больших («Келтик», «Седрик», «Балтик» и «Адриатик») составляло более 20 000 т. До постройки парохода «Императрица Шотландии» в 1906 году немецкой компании «Гамбург-Америка Лайн», это были самые большие суда в мире. Каждый из них мог брать на борт более 2000 пассажиров. С началом эксплуатации «Лузитании» и «Мавритании» пароходы «Большой четвёрки» и вся компания «Уайт Стар Лайн» стали терять былую популярность.

## Рождение идеи
Все свои суда компания «Уайт Стар Лайн» строила на верфи «Харленд энд Вулф» в Белфасте. Между ними действовало взаимовыгодное соглашение, согласно которому «Харленд энд Вулф» обязывалась не строить корабли конкурентам «Уайт Стар Лайн», а та, в свою очередь, могла делать свои заказы только «Харленд энд Вулф». Верфь «Харленд энд Вулф» в то время являлась одним из крупнейших судостроительных предприятий. В начале XX века на верфи трудилось порядка 15 тыс. человек.
В июле 1907 года глава «Уайт Стар Лайн» Джозеф Брюс Исмей с супругой Флоренс посетил особняк четы Пирри. После ужина, в неформальной обстановке Уильям Пирри и Брюс Исмей обсудили вопросы, связанные с постройкой новых океанских лайнеров, которые должны восстановить репутацию судоходной компании. Исмей и Пирри быстро пришли к выводу, что соперничать с «Лузитанией» и «Мавританией» в скорости неразумно, поскольку дальнейшее увеличение мощности силовых установок было чрезвычайно затратно, кроме того, это привело бы к увеличению затрат на топливо и к увеличению площади, занимаемой машинным отделением, что не могло не отразиться на комфорте пассажиров.
Исмей и Пирри сделали ставку на строительство двух больших судов, к которым позднее должно было добавиться третье. В поперечнике они превосходили бы суда, устанавливавшие рекорды в скорости, но возросшее число перевозимых пассажиров и грузов должны были обеспечить владельцу достаточную прибыль. Более широкий корпус позволял бы судам сохранять такую осадку, какая соответствовала бы возможностям посещаемых портов. Кроме того, внешний вид и интерьеры судов должны отличаться элегантностью и изяществом, в приоритете компании находились максимум комфорта и гарантия безопасности. Предполагалось увеличить число кают-люкс, которые вместе с остальными роскошными помещениями привлекали бы самых богатых пассажиров.

## Строительство, конструктивные особенности, рекламная кампания
Изначально планировалось создать дуэт трёхтрубных лайнеров с четырьмя мачтами беспрецедентного размера, который был бы медленнее дуэта «Кунард Лайн», но намного больше и роскошнее. Позже в планы внесли изменения и теперь «Уайт Стар Лайн» собралась построить 3 четырёхтрубных лайнера с двумя мачтами. Четвёртая труба была добавлена в проект, как вентиляционная. В то же время она придавала судам более надёжный и величественный вид, к тому же новые суда «Кунард Лайн» были четырёхтрубными. Теперь «Уайт Стар Лайн» намеревались ответить конкурентам трио лайнеров: «Олимпик», «Титаник» и «Гигантик», названых в честь героев греческой мифологии: олимпийцев, титанов и гигантов.
В декабре 1908 года был заложен киль «Олимпика», а 31 марта 1909 года — «Титаника». Суда строились рядом. Так как на стапелях было место для постройки только двух судов, третье — «Гигантик», могли начать строить только после того, как спустят на воду первое — «Олимпик». В ноябре 1911 года стапеля освободили и началась работа над третьим и последним судном класса «Олимпик». В рекламе новых лайнеров говорилось, что они непотопляемы. Это обеспечивалось 16 водонепроницаемыми отсеками и 12 герметичными дверьми, которые можно было закрыть или открыть с мостика или вручную, непосредственно у самой двери. Суда могли оставаться на плаву с четырьмя затопленными передними отсеками, но не более, так как водонепроницаемые переборки не доходили даже до палубы B. Но тогда было сложно представить повреждения, при которых были бы затоплены первые 5 отсеков, ведь в мирное время ни одно судно не получало таких серьёзных повреждений, как «Титаник» год спустя.
Согласно действующим тогда правилам торгового мореходства, все суда тоннажем больше 10 000 т имели 16 спасательных шлюпок. На лайнерах класса «Олимпик» это правило было превышено и на шлюпочной палубе «Олимпика» и «Титаника» было по 20 шлюпок общей вместимостью в 1178 человек (для сравнения: на «Титанике» было 2207 человек (1316 пассажиров 891 член команды); шлюпок не хватило бы даже для пассажиров, не то что для всех людей на борту).
Суда обладали хорошей манёвренностью. Это обеспечивалось тем, что средний винт подгонял воду под перо руля, позволяя быстрее повернуть. Также новые суда «Уайт Стар Лайн» были намного экономичнее новых лайнеров «Кунард Лайн»: если «Лузитания» и «Мавритания» использовали 1000 т угля в сутки, то «Олимпик» и «Титаник» использовали 650 т в сутки. Экономичность достигалась оригинальной силовой установкой: суда были оборудованы двумя четырёхцилиндровыми паровыми машинами тройного расширения, сообщающих движение на два внешних трёхлопастных винта, и паровой турбиной низкого давления, работающей на отработанном пару от машин и приводившей в движение центральный четырёхлопастный винт. Расчётная скорость судов достигала 21 узла.
Интерьеры своей роскошью и комфортом превосходили всё, что раньше видели на пассажирских судах. Их стиль был не столь пафосный, что у немецких лайнеров, а более скромный, потому и привлекательный.
К услугам пассажиров первого класса были:
- Шикарный обеденный салон и ресторан «À La Carte» (а также «Parisien» на «Титанике» и «Британнике»).
- Роскошная курительная комната.
- Гимнастический зал.
- Плавательный бассейн.
- Корт для игры в сквош с галереей для зрителей.
- Комплекс турецких бань с помещениями для отдыха.
- Читальный салон и письменный кабинет.
- Комната с полным набором фотооборудования.
- Огромные площади для прогулок на шлюпочной палубе, палубе А и застеклённом променаде на палубе B.
- На «Титанике» и «Британнике» были две огромные каюты-апартаменты на палубе B, включавшие две спальни, гостиную, ванную, гардеробную и комнату для прислуги.
- Также пассажиры первого класса имели возможность отправить радиотелеграмму прямо с борта лайнера.

В распоряжении второго класса были:
- Комфортная столовая.
- Курительная комната.
- Библиотека.
- Возможность посещения спортзала, бассейна и парикмахерской в первом классе.
- Большие площади прогулочных палуб.

Третий класс включал:
- Столовую.
- Место для курения.
- Гостиную.
- Относительно большие площади на носу и корме судов.

Также на борту были две роскошные парадные лестницы, увенчанные куполами, зимний сад с экзотическими растениями и 4 лифта. В первом классе также был салон, предназначенный только для камердинеров и горничных и специальное отделение для собак.
На лайнерах было по три прогулочных палубы: шлюпочная, открытая палуба А и застеклённая палуба В.
Шлюпочная палуба была поделена между первым и вторым классом. Изначально палуба А была открытой, но после первого плавания «Олимпика» Брюс Исмей заметил, что в непогоду передняя часть палубы А подвергается сильным брызгам, а прогулочная палуба B, как оказалось, почти всегда пустовала, так как пассажиры предпочитали палубу выше. Исмей предложил остеклить переднюю часть прогулочной палубы А на «Титанике», а со временем, может, и на «Олимпике».
Эти недочёты были устранены на «Титанике» остеклением передней части палубы А и расширением кают первого класса на палубе B. Эти изменения сделали «Титаник» немного больше и роскошнее, чем «Олимпик».
Так как «Олимпик» был лицом рекламной кампании, перед спуском на воду в октябре 1910 года его покрасили в лёгкий серый цвет, чтобы он лучше получался на фотографиях.

## Гибель «Титаника», изменения

### Катастрофа «Титаника»
14 апреля 1912 года, на пятый день своего первого плавания, «Титаник» столкнулся с айсбергом «чёрного» типа (айсберг перевернулся кверху нижней, тёмной частью) и затонул всего за 2 часа 40 минут.
Хотя корабль получил множество мелких пробоин, но общая длина повреждений превысила допустимую норму на 1 отсек — 5 отсеков были повреждены. Судно было повреждено критически, ведь оно могло оставаться на плаву с четырьмя затопленными отсеками. Из-за недальновидности строителей и проектировщиков и того, что переборки в середине судна поднимались не выше палубы Е, вода просто стала переливаться из отсека в отсек. 15 апреля в 2:20 ночи «Титаник» затонул, разломившись надвое, и унеся с собой жизни 1500 человек. Шлюпки были рассчитаны на 65 человек (на испытаниях лодок в них помещалось 70 человек), но отходили от корабля преимущественно с большим количеством свободных мест. В одной из шлюпок было лишь 12 человек. Выжили 711 человек.
Мир был потрясён. Оказалось, что правила безопасности для судов безнадёжно устарели, и они были немедленно изменены.

### Модернизация «Олимпика»
После гибели «Титаника» «Олимпик» наспех оборудовали дополнительными 40 складными шлюпками, но их спуск был слишком трудоёмким процессом, поэтому экипаж забастовал — люди не хотели идти в рейс на небезопасном судне с недостаточным количеством спасательных средств и требовали стандартных, деревянных шлюпок.
Тогда «Олимпик» отправили в Белфаст на модернизацию. Переборки были подняты до палубы В, теперь судно могло оставаться на плаву с шестью затопленными отсеками. Также было увеличено количество шлюпок — судно было оборудовано 64 крепкими шлюпками по всей длине шлюпочной палубы. Были установлены шлюпбалки повыше, чтобы вместить по 2 шлюпки.
После пяти месяцев работ, потраченных 2 500 000 £, 2 апреля 1913 года «Олимпик» вернулся к службе на северной Атлантике.

### Модернизация «Британника»
Таким же, а также другим, изменениям подвергся и строящийся «Гигантик» (немедленно переименованный в «Британник» — по легенде, гиганты и титаны погибли в битве с олимпийцами, и «Уайт Стар Лайн», под действием суеверных чувств, решила отказаться от «греческой» концепции и назвать новое судно более патриотичным именем).
В конструкцию судна были добавлены двойные борта в машинных и котельных отделениях, водонепроницаемые переборки были доведены до пассажирских помещений (выше палубы B) . Количество водонепроницаемых отсеков было увеличено до 17.
На корме строящегося судна перекрыли «колодец» между надстройкой и ютом (таким образом палуба B, теперь, была целой и прерывалась только на носу).
Сначала планировалось поставить шлюпки на всю длину шлюпочной палубы, по две на одну пару шлюпбалок. Но потом был предложен другой вариант: установить на судно 8 пар шлюпбалок-кранов, способных быстро спустить до шести шлюпок. Выглядело это менее эстетично, но на деле это было (как выяснилось при гибели «Британника» 21 ноября 1916 года) довольно эффективно.

## Карьеры судов

### «Олимпик»
Спущен на воду 20 октября 1910 года. 14—22 июня 1911 года совершил свой первый рейс по маршруту Саутгемптон — Шербур — Куинстаун — Нью-Йорк.
Начало Первой мировой войны застало «Олимпик» на пути в Нью-Йорк, и ему пришлось добираться до порта как можно быстрее. «Олимпик» продолжал обслуживать пассажирскую трансатлантическую линию между Англией и Америкой. Однако позже он был реквизирован британским правительством и превращён в военный транспорт. Судно совершало рейсы с солдатами в Средиземное море на остров Лемнос. Вскоре после гибели от рук немцев 7 мая 1915 «Лузитании», «Олимпик», перекрашенный в камуфляж, начал перевозить солдат из Великобритании в Галифакс (Канада). Совершая эти рейсы, он однажды встретил «Британник», который тогда работал госпитальным судном.
Позже, в 1918 году на «Олимпик» попыталась напасть немецкая подводная лодка, но атака была неудачной. «Олимпик» догнал субмарину и потопил её таранным ударом. Это единственный случай, когда гражданское судно потопило вражеское военное. «Олимпик» пережил войну и после реставрации вернулся на трансатлантическую линию.
«Олимпик» прожил яркую жизнь: он был «Кораблём-чудом Света», военным транспортом, потопил немецкую подлодку и плавучий маяк. В конце своей карьеры получил прозвище «Старый Надёжный». И в 1935 году ушёл на слом вместе со своей конкуренткой «Мавританией».

### «Титаник»
10 апреля 1912 года «Титаник» отправился в свой первый коммерческий рейс. 15 апреля 1912 года в 2:20 ночи, через 2 часа 40 минут после столкновения с айсбергом, «Титаник» затонул, унеся с собой жизни 1496 человек. Это одно из самых известных кораблекрушений в мире.

### «Британник»
«Британник» не совершил ни единого коммерческого рейса. Он был спущен на воду в канун Первой мировой войны и в начале войны всё ещё находился на стадии внутренней отделки. Вскоре корабль был реквизирован и переоборудован в госпитальное судно.
«Британник» отправился на военную службу в Средиземное море.
Совершил 5 успешных рейсов в Грецию на остров Лемнос, откуда вывез множество раненых солдат, а во время шестого, 21 ноября 1916 года в 8:12 утра, подорвался на немецкой мине и через 55 минут затонул, унеся жизни 30 человек.
Такое низкое число погибших обуславливается малым количеством человек на борту (на борту было лишь 1066 человек), так как он шёл за ранеными в Грецию. Если бы он подорвался на мине на обратном рейсе, жертв было бы намного больше.
Хотя взрывом мины были повреждены лишь 2 отсека, «Британник» затонул почти в 3 раза быстрее «Титаника» только потому, что одна из переборок была повреждена, одна из дверей в переборке не закрылась и медсестры проветривали каюты открыв иллюминаторы, через которые попала вода.
В народе эти суда прозвали, в соответствии с их судьбами: «Олимпик» был «Любимый», «Титаник» — «Проклятый», а «Британник» — «Забытый».